# Saur 2
Der Saur 2 ist ein 8×8-Schützenpanzerwagen aus rumänischer Produktion, der vom Fahrzeughersteller Automecanica Moreni produziert wurde. Entwickelt wurde das Fahrzeug Anfang der 2000er-Jahre von ROMARM, das Vorgängermodell trägt die Bezeichnung Saur 1.

## Entstehungsgeschichte
Der Saur 2 ist ein Mehrzweck-Radpanzer, der im Jahr 2008 von ROMARM entwickelt wurde. Ende 2008 wurde der erste Prototyp auf der Rüstungsmesse Expomil 2009 vorgestellt. Der Saur 2 ist für 11 Personen ausgelegt: Kommandant, Fahrer, Richtschütze und neun Soldaten im Innenraum. Der Entwurf basiert auf einer modularen Struktur, die so gewählt wurde, dass sie maximale Flexibilität für den Mehrzweckbetrieb bietet, so soll der Saur 2 als Verwundetentransporter, Gefechtsstandfahrzeug, gepanzertes Logistikfahrzeug, Bergefahrzeug und sogar als 120-mm-Mörserträger in Betracht kommen. Der Saur 2 wurde entwickelt, um den neuen Anforderungen der rumänischen Armee in unterschiedlichen Einsatzszenarien im Rahmen von NATO-Missionen im Ausland gerecht zu werden. Hinsichtlich Panzerung und Fahrleistung stellt der Saur 2 eine signifikante Verbesserung im Vergleich zum Vorgänger Saur 1 dar.

## Technik

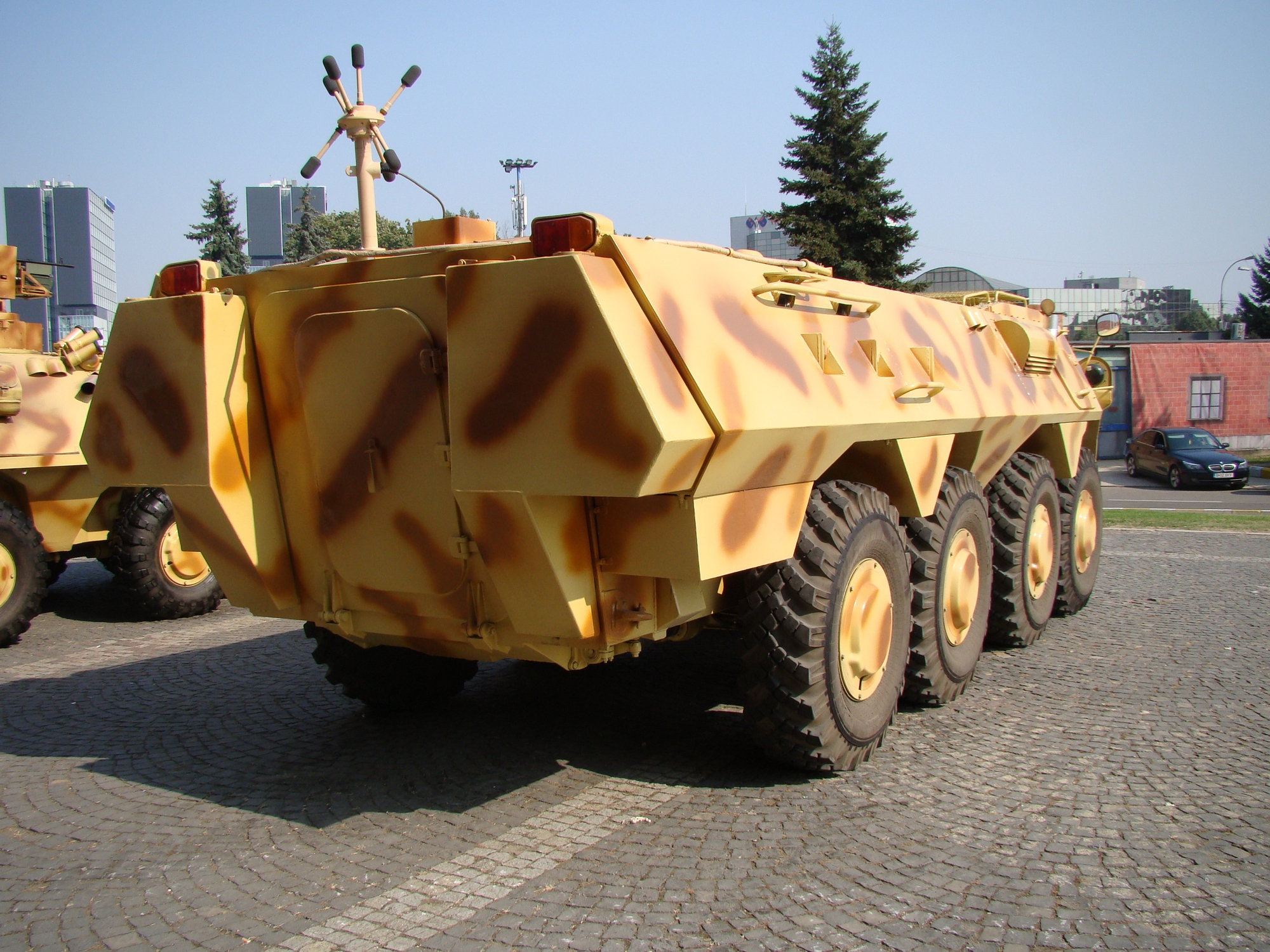
Ein Saur 2 mit einem Gunshot detection System

Der Saur 2 verfügt über einen gepanzerten Rumpf aus geschweißtem Panzerstahl. Das Fahrzeug kann 11 Personen aufnehmen, wobei der Fahrerplatz sich vorne links im Rumpf und das Antriebsaggregat sich rechts von ihm befindet, der Kommandant sitzt hinter dem Fahrer.
Im Vergleich zum Saur 1 verfügt der Saur 2 über einen leistungsstärkeren 326-PS-Dieselmotor, der von MAN zugekauft wurde. Zudem ist das 8×8-Fahrzeug mit widerstandsfähigeren Reifen und neuen Personensitzen ausgestattet, die einen besseren Schutz bei Minendetonationen bieten. Des Weiteren sind die Antriebsachsen zum Schutz im Rumpf verbaut.
Der Saur 2 hat sieben Schießscharten, vier rechts und drei links vom Truppenabteil. Das Fahrzeug ist zudem mit einer hydraulischen Winde ausgestattet, die an der Fahrzeugfront montiert ist.